# Alba Rosa Viëtor
Alba Rosa Viëtor (18 de juliol de 1889 – 15 d'abril de 1979) fou una compositora i violinista italiana que es va instal·lar als Estats Units el 1919.

## Biografia
Va passar la seva infantesa a Milà i fou admesa al Conservatori de Milà als 8 anys, esdevenint l'estudiant més jove en ser admesa. Als 14 anys va continuar els seus estudis a Brussel·les, després d'una estada curta a l'Uruguai. Es va formar sota la tutela del famós violinista César Thomson i amb Otakar Ševčík, creador del mètode per a violí que porta e seu nom. El 1919 es va traslladar als Estats Units on s'hi instal·laria permanentment. 
Va tenir una reeixida carrera com a violinista, arribant a tocar al costat de Camille Sant-Saëns durant una gira per Argentina. Però a partir de 1916 va decidir deixar l'activitat com a intèrpret i es va dedicar completament a compondre.
Es va divorciar el 1940. A partir d'aquest any fou nomenada membre de l'Associació Nacional de Directors i Compositors Americans. Va compondre nombroses obres per orquestra, veu i diversos instruments solistes. Diverses orquestres americanes, així com músics solistes, han interpretat les seves peces.
L'element més important que predomina en la seva obra, no radica tan en la forma com en les sensacions que pretén despertar en l'oient.
Després de la seva mort, ocorreguda el 1979, les seves composicions van caure en l'oblit. A partir de la iniciativa del seu fill Hendrik Viëtor de digitalitzar les obres de la seva mare, s'han recuperat aquestes peces de forma més freqüent des de 2003.
Les seves obres es conserven a la Universitat de Miami.

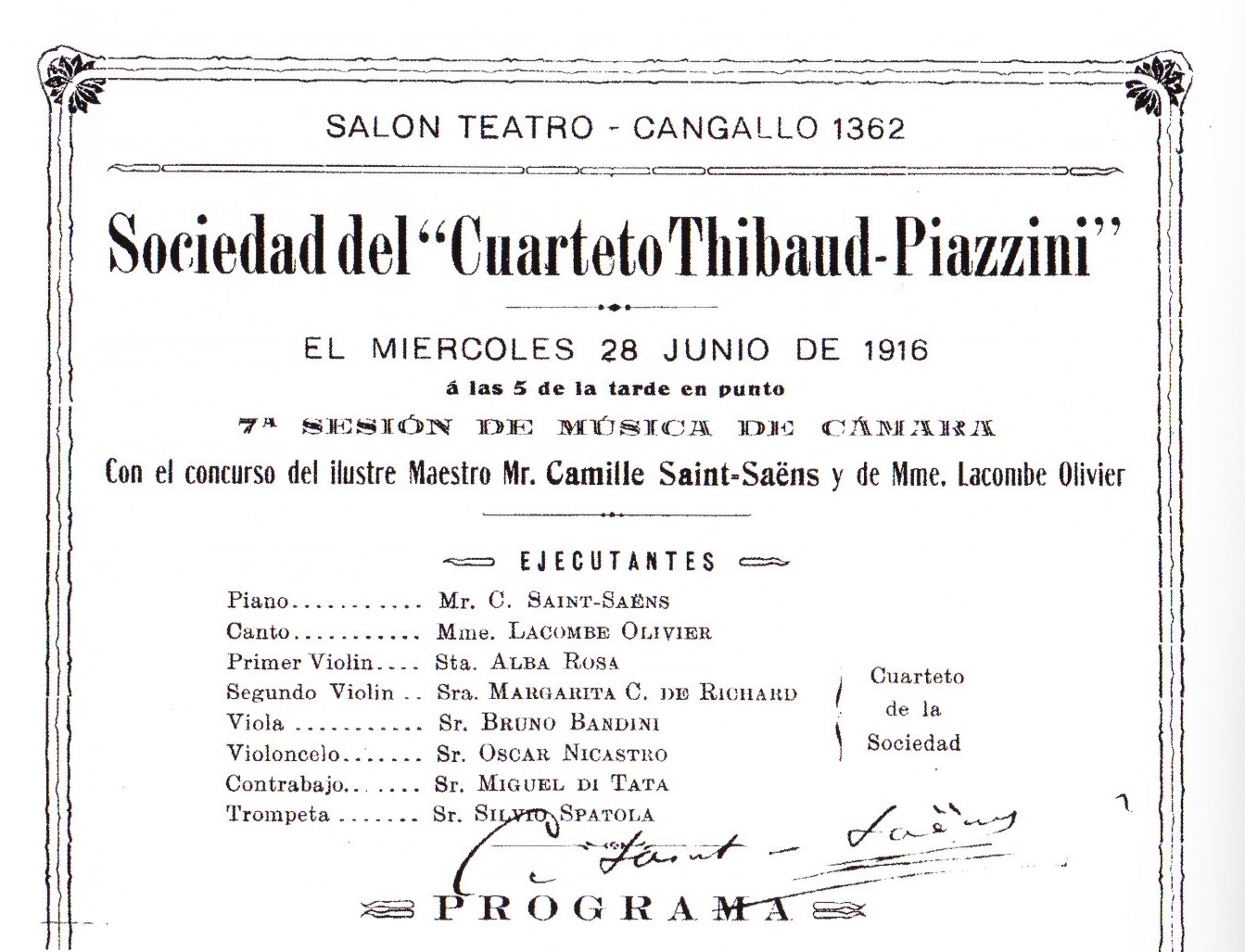
Alba Rosa Viëtor jva actuar amb Sant Saëns a Argentina el 1916

## Fundació Alba Rosa Viëtor
La Fundació Alba Rosa Viëtor va ser fundada per Mary van Veen-Viëtor, Hermance Viëtor i Maarten van Veen el 2009 per a promoure i divulgar la música de Rosa Viëtor i per incentivar la tasca de dones compositores. Des de 2014, també organitza un festival de música de cambra Alba Rosa Viva! Aquest festival no pretén només programar obres d'Alba Rosa, sinó també donar a conèixer la feina d'altres dones compositores, la música de les quals es programa poc sovint en les sales de concerts. La Fundació també organitza un concurs de composició per a autors menors de 35 anys, les composicions finalistes del qual són estrenades durant el festival.

## Composicions
Font:

### Obres per a piano sol
- Capriccio				1914
- Piccolo Danza				1914
- Gavotte Rococó			 1916
- Tema Fugato				1916
- Valse Lente				1916
- Estudi (Etude)				1917
- Allegro Appassionato			1918
- Barcarola (Un Jan)			1918
- La refrena d'Eileen 			1935
- Ball indi				1935
- Calma					1936
- Nocturn				1936
- Soldats de llauna				1936
- Truitje Danst op Klompies		1936
- Scherzo				 1937
- Incertezza				1939
- Danse Grotesque			 1946
- Sonata					1948
- Variacions Damunt Pont de Londres		1950
- Plainte Chromatique Jo+II		1951
- Pati				1951
- Preludio				1951
- Cinc Croquis				1953
- Els nens que Canten			1965
- Guanyant diners				1965
- Somnis					1965
- L'oració de Billy 				1966
- Frolics					1966
- Richiamo [Remembrance]		 1972
- Pezzi					1973
- Diàleg				1977

### Obres per a violí i piano
- Giuochi					1916
- Valse Romantique			1939
- Canzonetta				1939
- Elegie [Dins memòria de Jan Kubelik] 	1941
- Rapsòdia				1952

### Música de cambra
- Quintetto En La			Minore 1940	piano, quartet de corda
- Duetto Fugato Tot' Antica		1950	2 pianos
- Intermezzo				1952	violí jo, II de violí, viola, violoncello, contrabaix
- Poca Suite				1952	piano, violí jo, II de violí
- Vespre Bell				1956	carillon
- Repics a Crepuscle				1956	violí, viola
- Quatre [Humoristic] Croquis 		1957	piano, violí jo, II de violí
- Poc Poema				1958	violí jo, II de violí, viola
- Recitativo				1959	violí jo, II de violí, viola
- Serenata En Pre-Estil Modern		1961	timpani, arpa, violí jo, II de violí
- Duet					1962	flauta, clarinet
- Toddler A Joc				1966	flauta, violí, piano, percussió
- L'oració de Billy 				1967	flauta, clarinet Bb, fagot
- Quatre Peces				1968	[2 instr.]
- Suite					1969	piano, flauta, violí, violoncello
- Ritornello				1976	oboè, piano
- Tarantella				1976	oboè, piano

•	Popolino				1979	clarinet, piano

### Obres per orquestra
- Primavera Lombarda 			1949
- Mediolanum				1950
- La Suite d'Ocell Blava 			1951
- Symphonietta [Sinfonietta]		1959
- Suite de ballet (Tabloide) 			1960
- Cinc Croquis Simfònics		 1962

### Obres vocals
- A Un Violinista				1940
- Wall Street [Text per Burton]		1940
- Vol alt [Text per Magee]		1941
- Virgilian Primavera [Text de Virgil]	1941
- Invocació				1945
- Oblidar-me No				1945
- Dedicació [Text per Roche]		1945
- Chiusa (Longing)			1947
- Rimpianto				1947
- Malia					1955
- Al meu Estimat				1957
- L'Alosa de Prat			 1958
- Nostàlgia				1959
- Poca Refrena				1960
- Dues Cançons Corals			1961
- La meva Cançó d'Aniversari			1962
- L'orgoglio				1963
- Cançó de ritme				1963
- Adéu A Naples			1967
- Dos Poemes				1973

### Obres populars per piano
- Valse De				Salon 1936
- Tango Habernera			 1949
- Noche De Verano (Tango)		 1949
- Paràfrasi En “Oceà Pacífic Del sud”		1949